# یوپی‌ان
یوپی‌ان (انگلیسی: UPN) شرکت رسانه‌ای آمریکایی بود که توسط سی بی اس تأسیس شد و در سال ۲۰۰۶ به کمک شبکه ٬WB شبکه سی دابلیو را ساختند.